# Suregada
Suregada es un género perteneciente a la familia de las euforbiáceas con 32 especies de plantas aceptadas. Se encuentra en los trópicos del Viejo Mundo y en Australia.

## Taxonomía
El género fue descrito por Roxb. ex Rottler y publicado en Der Gesellsschaft Naturforschender Freunde zu Berlin, neue Schriften 4: 206. 1803. La especie tipo no ha sido designado.

## Especies seleccionadas
1. Suregada adenophora - Madagascar
2. Suregada aequorea - Taiwán
3. Suregada africana - Mozambique, Swaziland, South Africa
4. Suregada boiviniana - Madagascar
5. Suregada borbonica - Réunion
6. Suregada bracteata - N Madagascar
7. Suregada calcicola - Sarawak
8. Suregada capuronii - Madagascar
9. Suregada celastroides - Madagascar
10. Suregada cicerosperma - Vietnam
11. Suregada comorensis - Comoros
12. Suregada croizatiana - Zaire
13. Suregada decidua - W Madagascar
14. Suregada eucleoides - SC Madagascar
15. Suregada gaultheriifolia - EC Madagascar
16. Suregada glomerulata - S China, SE Asia, New Guinea, Australia
17. Suregada gossweileri - Zaïre, Angola
18. Suregada grandiflora - E Madagascar
19. Suregada humbertii - EC Madagascar
20. Suregada ivorensis - Ivory Coast
21. Suregada lanceolata - S India, Sri Lanka
22. Suregada laurina - E Madagascar
23. Suregada lithoxyla - Tanzania
24. Suregada multiflora - India, Bangladés, SE Asia
25. Suregada nigricaulis - EC Madagascar
26. Suregada occidentalis - Costa de Marfil, Ghana, Nigeria
27. Suregada perrieri - E Madagascar
28. Suregada procera - E + C + SE + S Africa
29. Suregada racemulosa - Philippines
30. Suregada stenophylla - Philippines
31. Suregada zanzibariensis - Madagascar; from Somalia to KwaZulu-Natal